# Скрипка, Сергей Иванович
Серге́й Ива́нович Скри́пка (род. 5 октября 1949, Харьков, Украинская ССР, СССР) — советский и российский дирижёр. Народный артист Российской Федерации (1998). Лауреат Премии Правительства Российской Федерации (2010).

## Биография
Родился 5 октября 1949 года в Харькове. Учился в Харьковской средней специальной музыкальной школе, затем в Харьковском институте искусств, окончив его в 1972 году по специальности «хормейстер». Одновременно работал в оперной студии, где приобрёл первый опыт профессиональной дирижёрской работы. В 1973 году поступил в Московскую государственную консерваторию имени П. И. Чайковского в класс профессора Лео Гинзбурга.
Дирижёр симфонического оркестра подмосковного города Жуковский (с 1975 по настоящее время[когда?]

).
С 1977 года работает в Государственном симфоническом оркестре кинематографии при Совете Министров СССР (с 1991 года — Российский государственный симфонический оркестр кинематографии), а с 1993 года является художественным руководителем и главным дирижёром этого коллектива.
Первая самостоятельная работа — фильм «В зоне особого внимания». Работал на записи музыки к фильмам с композиторами Альфредом Шнитке («Маленькие трагедии» (им записана треть музыки; в титрах не указан), Андреем Петровым, Алексеем Рыбниковым, Евгением Крылатовым, Софьей Губайдулиной, Микаэлом Таривердиевым, Максимом Дунаевским, Владимиром Дашкевичем, Эдуардом Артемьевым, Леонидом Десятниковым, Алексеем Шелыгиным и другими (всего около 1000 фильмов, включая художественные, документальные, научно-популярные, анимационные и др.).
Профессор кафедры оркестрового дирижирования Российской академии музыки имени Гнесиных (с 1997 по 2007 год).
Принимал участие со своим оркестром в передачах «Призрак оперы», «Вечерний Ургант» и «Лучше всех» на «Первом канале» и «Большая опера» на канале «Культура».

## Избранная фильмография
- 1977 — «В зоне особого внимания»
- 1977 — «По семейным обстоятельствам»
- 1977 — «Жила-была курочка»
- 1977—1984 — «Огненные дороги»
- 1978 — «Ветер странствий»
- 1978 — «Право первой подписи»
- 1978 — «Мой ласковый и нежный зверь»
- 1978 — «Старомодная комедия»
- 1978 — «Безымянная звезда»
- 1979 — «Маленькие трагедии» (3 серия)
- 1979 — «Осенний марафон»
- 1979 — «Выстрел в спину»
- 1979 — «Гараж»
- 1979 — «Тот самый Мюнхгаузен»
- 1979 — «Цыган»
- 1979 — «Мир в трёх измерениях»
- 1979 — «Да здравствует Мексика!»
- 1979 — «Город принял»
- 1979 — «Баллада о спорте»
- 1979 — «Тут… недалеко»
- 1980 — «Полёт с космонавтом»
- 1980 — «Идеальный муж»
- 1980 — «Ночное происшествие»
- 1980 — «Братья Рико»
- 1980 — «Вторжение»
- 1980 — «Особо важное задание»
- 1980 — «О бедном гусаре замолвите слово»
- 1980 — «Назначение»
- 1980 — «Однажды двадцать лет спустя»
- 1980 — «За спичками»
- 1981 — «Тайна записной книжки»
- 1981 — «Руки вверх!»
- 1981 — «Кольцо из Амстердама»
- 1981 — «Было у отца три сына»
- 1981 — «Через тернии к звёздам»
- 1981 — «О спорт, ты — мир!»
- 1982 — «Красные колокола»
- 1982 — «Слёзы капали»
- 1982 — «Вокзал для двоих»
- 1982 — «Спортлото-82»
- 1982 — «Кафедра»
- 1982 — «Дом, который построил Свифт»
- 1982 — «Мужики!..»
- 1982 — «Солнечный ветер»
- 1983 — «Чучело»
- 1983 — «Среди тысячи дорог»
- 1983 — «Любовь Орлова»
- 1983 — «Мэри Поппинс, до свидания»
- 1983 — «Приключения Маленького Мука»
- 1983 — «Белые росы»
- 1983 — «Тревожный вылет»
- 1983 — «У опасной черты»
- 1984 — «Гостья из будущего»
- 1984 — «Мой избранник»
- 1984 — «Жестокий романс»
- 1984 — «Формула любви»
- 1984 — «Государственная граница. Красный песок»
- 1984 — «Европейская история»
- 1984 — «Любовь и голуби» (в титрах указан Э. Хачатурян)[4]
- 1984 — «Иван Павлов. Поиски истины»
- 1985 — «Вина лейтенанта Некрасова»
- 1985 — «Дороги Анны Фирлинг»
- 1985 — «Батальоны просят огня»
- 1985 — «Пришла и говорю»
- 1985 — «Личное дело судьи Ивановой»
- 1985 — «Завещание»
- 1985 — «Битва за Москву»
- 1986 — «Гонка века»
- 1986 — «Кин-дза-дза!»
- 1986 — «Михайло Ломоносов»
- 1986 — «На острие меча»
- 1986 — «Плюмбум, или Опасная игра» (в титрах указан Э. Хачатурян)[4]
- 1986 — «Чичерин»
- 1986 — «Тайна Снежной королевы»
- 1986 — «Конец операции «Резидент»»
- 1986 — «Лермонтов»
- 1987 — «Где находится нофелет?»
- 1987 — «Друг»
- 1987 — «Забытая мелодия для флейты»
- 1987 — «Загон»
- 1987 — «Крейцерова соната»
- 1987 — «Человек с бульвара Капуцинов»
- 1987 — «Мио, мой Мио»
- 1988 — «Убить дракона»
- 1988 — «Дорогая Елена Сергеевна» (музыкальное оформление)
- 1988 — «Окно»
- 1989 — «Беспредел»
- 1990 — «Сделано в СССР»
- 1990 — «Паспорт»
- 1990 — «Сукины дети»
- 1990 — «Мышеловка»
- 1990 — «Пиры Валтасара, или Ночь со Сталиным»
- 1990 — «Николай Вавилов»
- 1991 — «Ближний круг»
- 1991 — «За последней чертой»
- 1991 — «Небеса обетованные»
- 1991 — «Собачье счастье»
- 1991 — «Завтра»
- 1991 — «Дело Сухово-Кобылина»
- 1991 — «Дело»
- 1991 — «Умирать не страшно»
- 1992 — «Прорва»
- 1992 — «Прикосновение»
- 1992 — «Анкор, ещё анкор!»
- 1992 — «Очень верная жена»
- 1993 — «Предсказание»
- 1993 — «Настя»
- 1993 — «Серые волки»
- 1993 — «Желание любви»
- 1993 — «Балерина»
- 1993 — «Завтрак с видом на Эльбрус»
- 1994 — «Утомлённые солнцем»
- 1994—1998 — «Петербургские тайны»
- 1994 — «Подмосковные вечера»
- 1994 — «Лимита»
- 1995 — «Мелкий бес» (совм. с Ю. Николаевским)
- 1995 — «Орёл и решка»
- 1995 — «Какая чудная игра»
- 1995 — «Мания Жизели»
- 1995 — «Роковые яйца»
- 1995 — «Барышня-крестьянка»
- 1996 — «Привет, дуралеи!»
- 1996 — «Лиза и Элиза»
- 1996 — «Кавказский пленник»
- 1997 — «Вор»
- 1997 — «Дон Кихот возвращается»
- 1997 — «Дети понедельника»
- 1998 — «Сибирский цирюльник»
- 1998 — «Му-му»
- 1998 — «На бойком месте»
- 1998 — «Ретро втроём»
- 1999 — «Мама»
- 1999 — «Послушай, не идет ли дождь»
- 1999 — «Кадриль»
- 2000 — «Нежный возраст»
- 2000 — «Что сказал покойник»
- 2000 — «Тихие омуты»
- 2000 — «Старые клячи»
- 2000 — «Русский бунт»
- 2000 — «Москва»
- 2000 — «Вместо меня»
- 2000 — «Дом для богатых»
- 2000 — «Приходи на меня посмотреть»
- 2000 — «Романовы. Венценосная семья»
- 2001 — «Саломея»
- 2001 — «Чуча-2»
- 2001 — «Идеальная пара»
- 2002 — «Звезда»
- 2002 — «Упасть вверх»
- 2002 — «Небо. Самолёт. Девушка»
- 2003 — «Азазель»
- 2003 — «Трио»
- 2003 — «Благословите женщину»
- 2003 — «Радости и печали маленького лорда»
- 2004 — «На Верхней Масловке»
- 2004 — «Четыре таксиста и собака»
- 2004 — «Водитель для Веры»
- 2004 — «Чудеса в Решетове»
- 2004 — «Ниро Вульф и Арчи Гудвин»
- 2004 — «Богатство»
- 2004 — «Против течения»
- 2004 — «Щелкунчик»
- 2004 — «Московская сага»
- 2005 — «Последний бой майора Пугачёва»
- 2005 — «Бой с тенью»
- 2005 — «Коля — перекати поле»
- 2005 — «От 180 и выше»
- 2005 — «Не хлебом единым»
- 2005 — «Гибель империи»
- 2006 — «Вы не оставите меня»
- 2006 — «Свадьба. Дело. Смерть»
- 2006 — «Заяц над бездной»
- 2006 — «Доктор Живаго»
- 2006 — «Андерсен. Жизнь без любви»
- 2006 — «Остров»
- 2006 — «Волкодав из рода Серых Псов»
- 2007 — «Королёв»
- 2007 — «Ниоткуда с любовью, или Весёлые похороны»
- 2007 — «Завещание Ленина»
- 2007 — «Он, она и я»
- 2007 — «12»
- 2007 — «Ликвидация»
- 2007 — «Шекспиру и не снилось»
- 2007 — «1612»
- 2008 — «Господа офицеры: Спасти императора»
- 2008 — «Мы из будущего»
- 2008 — «Пассажирка»
- 2009 — «Петя по дороге в Царствие Небесное»
- 2009 — «Поп»
- 2009 — «Анна Каренина»
- 2010 — «Утомлённые солнцем 2: Предстояние»
- 2010 — «Мы из будущего 2»
- 2010 — «Про любоff»
- 2011 — «Мишень»
- 2011 — «Утомлённые солнцем 2: Цитадель»
- 2011 — «Раскол»
- 2011 — «Огни притона»
- 2012 — «Легенда № 17»
- 2012 — «Орда»
- 2012 — «Москва 2017»
- 2012 — «Искупление»
- 2012 — «Жизнь и судьба»
- 2013 — «Ку! Кин-дза-дза»
- 2013 — «Страна хороших деточек»
- 2013 — «Weekend»
- 2014 — «Солнечный удар»
- 2014 — «Дедушка моей мечты»
- 2014 — «Переводчик»
- 2015 — «Тихий Дон»
- 2015 — «Конец прекрасной эпохи»
- 2016 — «Герой»
- 2016 — «Экипаж»
- 2016 — «София»
- 2017 — «Три сестры»
- 2017 — «Хождение по мукам»
- 2018 — «Ван Гоги»
- 2018 — «Годунов»
- 2018 — «Собибор»
- 2018 — «Домашний арест»
- 2019 — «Братство»
- 2019 — «Грех»
- 2019 — «На Париж»
- 2019 — «Коридор бессмертия»
- 2019 — «Одесский пароход»
- 2019 — «Медный всадник России»
- 2020 — «Репетиция оркестра»
- 2020 — «Тыгын Дархан»
- 2020 — «Учёности плоды»[5]
- 2021 — «Пальмира»[6]
- 2021 — «Небесная команда»[7]
- 2023 — «Миллионы алых роз»

## Награды и звания
- Орден Александра Невского (10 февраля 2025 года) — за вклад в развитие отечественной культуры и искусства, многолетнюю плодотворную деятельность[8].
- Орден Почёта (26 августа 2016 года) — за большие заслуги в развитии отечественной культуры и искусства, многолетнюю плодотворную деятельность[9].
- Народный артист Российской Федерации (14 ноября 1998 года) — за большие заслуги в области искусства[10].
- Заслуженный деятель искусств Российской Федерации (20 февраля 1993 года) — за заслуги в области киноискусства[11].
- Премия Правительства Российской Федерации 2010 года в области культуры (17 декабря 2010 года) — за цикл концертных программ «Живая музыка экрана»[12].
- Премия «Звёзды Содружества» (2022).
- C 2004 года — Почётный гражданин города Жуковский[13].

## Актёрские работы
- 2001 — «Лавина» — камео
- 2002 — «Олигарх» — камео

## Документальные фильмы
- 2006 — «Правдивая история киномузыки» (документальный) — камео
- 2007 — «Композитор» (в документальном цикле «Фабрика чудес») — ведущий
- 2009 — «Сергей Скрипка» (в документальном цикле «Человек в кадре»)
- 2014 — «Симфония экрана» (документальный фильм, посвящённый 90-летию РГСОК)
- 2017 — «Аниматанго» (анимационный джем-сейшен, приуроченный к 3-й церемонии вручения Национальной анимационной премии «Икар») — камео